# Dornock
Dornock est un village situé dans le Dumfries and Galloway, en Écosse.